# Cugnasco
Cugnasco es una localidad y antigua comuna suiza del cantón del Tesino, localizada en el distrito de Locarno, círculo de Navegna. Limita al norte con las comunas de Vogorno, Preonzo y Monte Carasso, al este con Sementina y Gudo, al sur con Cadenazzo, Locarno, la localidad de Gerra y Lavertezzo, y al oeste con Gordola.
A partir del 20 de abril de 2008 la comuna fue fusionada con la antigua comuna de Gerra (Verzasca) en la nueva comuna de Cugnasco-Gerra. Las localidades pertenecientes a la fracción de Cugnasco son: Bosco, Boscioredo, Massarescio, Medoscio, Moncucco, Pianrestello, Sciarana y La Monda.
- Datos: Q157344
- Multimedia: Cugnasco / Q157344